# 人和乡 (成都市)
人和乡，是中华人民共和国四川省成都市青白江区曾经下辖的一个乡。2019年12月，撤销人和乡，将其所属行政区域划归福洪镇管辖。

## 行政区划
人和乡撤销前下辖以下地区：
壁山村、黎明村、龙王村、金星村、南岳村、东风村、三元村、平桥村、油坊村、新民村和车站村。